# ピースウィンズ・ジャパン
特定非営利活動法人ピースウィンズ・ジャパン（英: Peace Winds Japan、PWJ）は、1996年2月に設立されたNGOである。紛争地や災害被災地で人道支援を中心に活動し、国内の地域再生、動物愛護活動などにも関わる。広島県神石高原町に本部を置き、代表理事と統括責任者を大西健丞が兼務する。

## 主な沿革
- 1996年の設立以来、主にイラク北部のクルド人自治区で人道支援と復興援助を行った。2014年からシリア内戦でイラク北部に逃れた国内避難民も支援している。2019年2月に在イラク日本国大使館は、日本とイラクの相互理解と友好関係に寄与したことでPWJ在イラク代表のカワ・サミ・サブリ・アルソラニ氏に在外公館長表彰を授与した[2]。2019年10月にトルコがシリア北部へ越境攻撃を開始し、約1万8000人のクルド人がイラク北部のスヘーラへ避難した。国連難民高等弁務官事務所 (UNHCR) の要請で、シリア難民が一時避難するための巨大テントを4棟設置した[3]。
- 1999年に東ティモールで独立の是非を問う住民投票が実施されたが騒乱で大量の国内避難民が発生すると、現地で緊急支援を開始して2003年から現地のコーヒー生産者の自立支援と産業育成の一環としてフェアトレード事業を開始し、「ピースコーヒー」の製品化までのすべての工程を管理・指導している[4][5]。
- 20年以上続いた第二次スーダン内戦が2006年に終結すると、南スーダンで活動を開始し、井戸掘削やトイレ建設など水供給や衛生面で支援している[6][7]。
- 2011年の東日本大震災で、発災直後に宮城県気仙沼市を中心に緊急支援を開始し[8]、南三陸町、岩手県陸前高田市、大船渡市へ活動地域を拡大した。仮設住宅への生活用品・暖房器具の配布、商工会への資機材支援、バス運行、乳幼児への遊び場の提供、自主防災支援、コミュニティ支援等の活動を行った[9][10][11]。
- 2011年から2012年の東アフリカ大干ばつでソマリアから45万人超がケニアへ難民として逃れると、2012年2月からダダーブ難民キャンプで支援を開始した。2018年12月までに外務省のNGO連携無償資金などを活用して約14,000軒の仮設住宅を建設し、難民の住環境を改善した[12][13]。
- 2015年のネパール大地震で、バグマティ県で給水施設の修繕・復旧や耐震技術の普及など活動し、2017年から国際協力機構 (JICA) の資金で営農改善による生計向上を指導している[14]。
- 2016年4月の熊本地震で、熊本県益城町において避難所支援として益城町総合体育館前広場に女性専用の大型シェルターやペット連れ向けのテントを設営し[15][16][17]、5月に再春館製薬所本社内の芝生広場でペット同伴避難が可能なテント村避難所を開設し、のちに熊本テクノリサーチパーク内でエアコンを完備するユニットハウス村を設けて移転した[18]。避難生活の長期化に伴い施設形態を変えながら10月末までの約7か月間避難所を運営した[19]。
- 2016年9月より、日本の4人組バンド・SEKAI NO OWARIとの共同プロジェクト『動物殺処分ゼロ活動支援プロジェクト「ブレーメン」』が始動[20]。
- 2017年7月の九州北部豪雨で、朝倉市において災害救助犬とレスキューチームが行方不明者を捜索し、企業と連携して避難所に寝具、衣類、衛生用品などの支援物資を配布[21]。
- 2018年に、保護犬25匹に狂犬病予防注射をしなかった狂犬病予防法違反の容疑で、大西健丞代表理事と職員2人が福山北警察署他に書類送検された[22]。
- 2018年の西日本豪雨で、岡山県と広島県で救助、避難所支援、物資支援、医療支援などを2019年2月まで行う[23]。
- 2018年のインドネシアスラウェシ島地震で10月から地元の救援団体ACTやジャパン・プラットフォーム (JPF) と連携し、6300世帯に台所用品などの生活支援物資を配布し、仮設住宅を建設して256世帯に提供した[24]。
- 2019年に、犬舎で多頭飼育することで喧嘩が発生して2匹が殺傷された事件で、PWJと2人が書類送検された[25][26]。
- 2019年の台風15号で千葉県に大規模停電が発生すると、医師と看護師を含む支援チームが県南部で診療して支援物資を配布し[27]、のちに鋸南町災害ボランティアセンターで運営を支援して被災家屋のブルーシート張りを担当した[28]。
- 2019年の台風19号の豪雨で千曲川が決壊した長野市において、支援チームは消防やDMATとともに、高齢者の転院搬送を200人余支援して避難所で医療支援した[29][30]。
- 2019年に、NPO法人アジアパシフィックアライアンス・ジャパンと公益社団法人シビックフォースとともに「空飛ぶ捜索医療団ARROWS」を発足し、医師や看護師などが空路で被災地に駆けつけて救援活動や医療支援にあたる災害支援プロジェクトを開始[31]。
- 2019新型コロナウイルス禍で、2020年にJPFの助成事業として感染拡大地域で高齢者施設へマスクなどの支援物資を配布[32]。
- 2020年に長崎港に停泊中のクルーズ船「コスタ・アトランチカ」で新型コロナウイルスの集団感染が発生すると、4月下旬に長崎県の要請で「空飛ぶ捜索医療団ARROWS」の医師や看護師らが医療支援を行った[33]。
- ウガンダへ逃れたコンゴ民主共和国 (DRC) の難民を、2019年7月から支援し、2021年は難民居住地区で新型コロナウイルス感染症予防策として給水衛生を支援した[34]。
- 2021年に国連児童基金 (UNICEF) と協力してイラクで、乳幼児の定期予防接種や新型コロナウイルスワクチン接種のためにモースルでワクチン貯蔵庫を建設した[35]。

## 批判
週刊新潮の2018年5月10日号で、「ピースワンコ事業で殺処分ゼロを謳いながら52匹にも及ぶ犬の安楽死が行われている」「数十人のスタッフのみで1200匹にも及ぶ犬が劣悪な環境で飼育されている」「保護犬に不妊去勢手術をしないのは、保護団体として不適切」と報道された。これに対しPWJは同日、「助かる可能性のない犬のみを安楽死している」「犬舎等の清掃を外部の清掃業者に委託している」「今の状態はまだ理想的ではないが、現状でも日本の保護施設のなかで相対的に良い環境」とウェブサイトで反論した。
また、同紙は9月12日号で、「殺処分より酷い虐待」「フードも1日1回」「犬がケガをしても処置さえできない」「団体が広島県神石高原町へのふるさと納税などを利用して活動資金を調達し、『殺処分ゼロ』の美名で10億円集金」などと続報した。PWJは9月14日、「2500頭の犬がいるが、約2億円をかけて犬舎3棟を新たに建て居住スペースは1400平米増加し、1頭あたり畳1枚ほどのスペースを確保している。これで十分とは考えず常に拡充の努力を続けているが、現状でも日本の保護施設のなかでは相対的に良い環境」とウェブサイトで反論した。
その後、12月6日号で「動物愛護管理法に違反しているとしてピースワンコの事業を司るピースウィンズ・ジャパン大西健丞代表理事とピースワンコ責任者大西純子が、11月26日に広島県警福山北警察署へ告発された」と報じた。のちに平成30年検第101377号と令和元年検第100572号で不起訴処分となった。